# Frank Hannemann
Frank Hannemann (* 18. September 1959 in Berlin) ist ein ehemaliger deutscher Fußballspieler. 

## Leben
Hannemann, Spitzname „Nanna“ und gebürtig aus Berlin-Wedding, wurde mit dem FC Hertha 03 Zehlendorf 1978 Berliner A-Jugendmeister und erreichte im selben Jahr an der Seite von Spielern wie Pierre Littbarski und Robert Jüttner bei der deutschen Meisterschaft dieser Altersklasse das Endspiel. In diesem wurde Hannemann in der 55. Minute eingewechselt. Er verlor mit seiner Mannschaft 2:5 gegen den MSV Duisburg.
Der 1,86 Meter große, kräftige und beidfüßige Stürmer wechselte im Sommer 1978 auf Empfehlung von Wolfgang John zum FC St. Pauli in die 2. Fußball-Bundesliga. Die Ablösesumme betrug 25 000 D-Mark. Er erhielt von den Hamburgern einen Zweijahresvertrag. Seine Lehre zum Steinmetz brach er zugunsten des Profifußballs ab. Aufgrund seiner Körpergröße wurde er vom Hamburger Abendblatt anlässlich seiner Verpflichtung mit Horst Hrubesch verglichen („Nun hat auch der FC St. Pauli ‚seinen Hrubesch‘“), der kurz zuvor beim Hamburger SV unterschrieben hatte. Beim FC St. Pauli spielte Hannemann unter Trainer Sepp Piontek und wurde im Laufe der Saison 1978/79 in 22 Zweitliga-Begegnungen eingesetzt. Hannemann erzielte dabei drei Tore. Er blieb dem FC St. Pauli nach dem Entzug der Zweitliga-Lizenz im Sommer 1979 treu und gehörte fortan zum Oberliga-Aufgebot der Hamburger.